# Numancia, Aklan
Numancia là một đô thị hạng 4 ở tỉnh Aklan, Philippines. Theo điều tra dân số năm 2015, đô thị này có dân số 31.934 người trong.

## Các khu phố (barangay)
Numancia được chia thành 17 khu phố (barangay).
| - Albasan - Aliputos - Badio - Bubog - Bulwang - Camanci Norte - Camanci Sur - Dongon East - Dongon West | - Joyao-joyao - Laguinbanua East - Laguinbanua West - Marianos - Navitas - Poblacion - Pusiw - Tabangka |